# Bieberswöhr
Bieberswöhr (oberfränkisch: Biwaschwia) ist ein Gemeindeteil der Gemeinde Prebitz im Landkreis Bayreuth (Oberfranken, Bayern). Bieberswöhr liegt in der Gemarkung Prebitz.

## Lage
Das Streudorf besteht aus drei Siedlungen und liegt am Bieberswöhrbach, einem linken Zufluss der Ölschnitz. Im Westen steigt das Gelände zum Funkenberg (560 m ü. NHN) an, einer Erhebung der Fränkischen Schweiz. Die Kreisstraße BT 19 führt nach Prebitz (1,3 km nördlich) bzw. nach Voita (1,3 km östlich). Die Kreisstraße BT 20 führt nach Funkendorf (1,2 km südlich).

## Geschichte
Der Ort wurde 1409 als „Piberbürde“ erstmals urkundlich erwähnt. Der Ortsname bedeutet zum Wehr des Biebers. In der Fraisch unterstand der Ort dem brandenburg-bayreuthischen Kasten- und Stadtvogteiamt Creußen. Die Anwesen hatten nicht-bayreuthische Grundherren.  Von 1791/92 bis 1810 unterstand Bieberswöhr dem preußische Justiz- und Kammeramt Pegnitz.
Mit dem Gemeindeedikt (frühes 19. Jahrhundert) wurde Bieberswöhr dem Steuerdistrikt Losau und der Ruralgemeinde Prebitz zugewiesen.